# Nyco Lilliu
Pour les articles homonymes, voir Lilliu.
Nicolas Lilliu, plus connu sous le nom de Nyco Lilliu, né le 24 août 1987 à Mulhouse est un chanteur français d'origine franco-italienne : son père est de Terralba en Sardaigne et sa mère est originaire de Bretagne. Il est le frère cadet du chanteur de rock Pierrick Lilliu.

## Biographie
Nyco Lilliu grandit dans le petit village alsacien de Carspach, dans le Sundgau. Il a été bercé toute son enfance par la musique italienne. Il commence la musique très tôt et apprend à jouer de la guitare à 11 ans. À 15 ans, la famille quitte l'Alsace pour la Bretagne d'où est originaire sa mère. En 2006, à seulement 19 ans, il « monte » à Paris pour poursuivre sa carrière artistique.
En 2007, sous le nom de Nicolas Lilliu, il écrit et enregistre le duo Comme un frère avec son frère Pierrick Lilliu. Ce titre figure sur l'album Besoin d'espace de ce dernier.
Le 1er enregistrement solo de Nyco Lilliu est effectué avec le label Mercury ; il s'agit d'un album de chansons italiennes avec pour single le titre Dimmi Perche. Nyco écrit 6 chansons de cet album et compose entièrement le titre La Luna. Laura Pausini écrit les paroles de Il ricordo che ho di noi'.
Plus tard, il signe chez Universal puis chez Warner où il prépare un album pour 2013. Le 1er single tiré de cet album est le titre en italien Tu ed io più lei,.
En 2013, il prend part à la comédie musicale Robin des Bois où il joue le rôle de frère Tuck. Ce spectacle est une adaptation moderne de l'histoire de Robin des Bois où le rôle principal est tenu par M. Pokora. La première a eu lieu le 26 septembre 2013 au Palais des congrès de Paris. Le titre Un monde à changer, interprété par Nyco Lilliu, est choisi comme 1er single et sort en septembre 2012, un an avant le début du spectacle. Il  chante aussi en duo avec Marc Antoine sur le titre On est là pour ça et en trio avec M.Pokora et Marc Antoine sur le titre A nous. 
En 2014, il prend part à l'album de compilations Latin Lovers où il interprète 3 titres : La Solitudine de Laura Pausini en solo, Una storia importante d'Eros Ramazzotti en duo avec Damien Sargue et Più bella cosa également de Eros Ramazzotti, en trio avec Nuno Resende et Julio Iglesias Jr.
Le 1er avril 2017, il participe aux auditions à l'aveugle de la sixième saison de The Voice en interprétant un titre de Justin Timberlake. Seul Matt Pokora se retourne sur sa prestation. Il intègre donc l'aventure pour la prochaine épreuve, les battles. Durant celles-ci, il interprète Hey Ya! de Outkast face à Kuku, il remporte la battle face à ce dernier.
Avec son frère Pierrick, il forme en 2018 le groupe Lilliu et sort un single Mieux comme ça.